# Youssef Rzouga
Youssef Rzouga (* 21. März 1957 in Mahdia, Tunesien) ist tunesischer Dichter und Schriftsteller des Maghreb. Er ist vor allem in den arabischen Staaten und Frankreich bekannt. Rzouga sprich Arabisch, Französisch, Englisch, Spanisch und Russisch.

## Leben
Rzouga besuchte Schulen in Zorda, Ksour Essef und Sousse. Er studierte bis 1980 an der „Fakultät der Künste und Geisteswissenschaften“ und anschließend am „Institut für Presse und Informationswissenschaften“ an der Universität Tunis. Hier machte er seinen Master in Journalismus und Informationswissenschaften (Politikwissenschaften). Zudem machte er ein Diplom an der Fakultät Patrice Lumumba in Moskau. In den 1970er Jahren brachte er erste Gedichte heraus, die sich aus seiner Kenntnis der Literatur oder den Bereichen Mathematik, Biologie und Physik speisen. Er übernahm die arabische Prosodie und Metrik und übertrug sie auf seine Gedichte in französischer Sprache. Er arbeitete unter anderem als Journalist und betätigte sich im „Club du Mercredi littéraire à l’espace Tahar Haddad“ (seit 1988 als deren Präsident) oder als Redakteur der Kulturseiten der Zeitung Alayyam. Dadurch hatte Rzouga einen großen Einfluss auf die Dichtergeneration der 1990er Jahre. Er wurde mit zahlreichen Preisen ausgezeichnet. Rzouga ist Mitglied der Vereinigung Tunesischer Schriftsteller, der Vereinigung Arabischer Schriftsteller sowie im Tunesischen Journalistenverband.
Rzouga war von 1980 bis 1982 Herausgeber der Tageszeitung El-Amal, 1982 bis 1987 Chefredakteur der Zeitschrift Acheer (La poesie), anschließend bis 1989 wieder Herausgeber der Tageszeitung El-Amal, von 1990 bis 1992 Chefredakteur der Zeitschrift Aljil Aljadid sowie seit 1989 Chefredakteur der literarischen Beilage Warakat Thakafiya der tunesischen Tageszeitung Essahafa.

## Publikationen (Auswahl)
- Je vous transcende par mes tristesses. 1978.
- Le programme de la rose. 1984.
- L’astrolabe de Youssef le voyageur. 1986.
- Le loup dans le verbe. 1998.
- Yugana: kitab al-yuga al-si’riyya. Tunis 1998, ISBN 9973-824-01-6 (arabisch).
- Le pays d´entre les deux mains. 2001.
- Fleurs de dioxide de l’histoire. 2001.
- Proclamation de l’état d’alerte. 2002.
- Oeuvres poétiques. Band 1, 2003.
- Le papillon et la dynamite. 2004.
- Ard al-sifr: the ground zero. Tunis 2005.
- Le jardin de la France: (a vue d’oiseau). Sotepa, Tunis 2005, ISBN 9973-51-991-4.
- mit Philip Hackett: Pacem in terris: poems. Sotepa, Tunis 2005, ISBN 9973-51-992-2 (englisch, übersetzt von Khawla Kreesch).
- Two hells in the hearth. Sotepa, Tunis 2005, ISBN 9973-51-980-9 (englisch, übersetzt von Khawla Kreesch).
- mit José Antonio Mesa Toré: Poesía en vivo. Instituto Cervantes, Tunis 2018 (katalanisch und arabisch).
- mit anderen Autoren: “Between our words … poetry overcomes borders” a worldwide anthology. Engelsdorfer Verlag, Leipzig 2016, ISBN 978-3-96008-425-9.

## Auszeichnungen (Auswahl)
Award of the ministry of Culture
- 1981: Erster Preis für Je vous transcende par mes tristesses
- 1986: Erster Preis für Le programme de la rose
- 1999: Erster Preis für Le loup dans le verbe

Weitere Preise
- 2000: Nationaler Kulturpreis
- 2003: Aboulkacem Chebbi Preis für Fleurs de dioxide de l’histoire
- 2004: Preis des Gouvernements von Mahdia
- 2004: Kreativitätspreis von König Abdullah II. von Jordanien